# 河尾水库
河尾水库是中国云南省楚雄彝族自治州元谋县境内的一座水库，位于班果河上，建于1956年。水库正常库容为1170万立方米，集雨面积为92平方千米，海拔为113米。